# Ultimate Edition
《Ultimate Edition》(얼티밋 에디션)은 대한민국의 여성 솔로 가수 백지영의 두 번째 베스트 음반이다.